# سادکوو (استان اشوی‌داشکسیه)
سادکوو (به لهستانی: Sadków) یک منطقهٔ مسکونی در لهستان است که در گمینا واگوو (استان اشوی‌داشکسیه) واقع شده‌است. سادکوو ۴۶۸ نفر جمعیت دارد.